# Club Deportivo Mirandés 2019-2020
Questa voce raccoglie le informazioni riguardanti il Mirandés nelle competizioni ufficiali della stagione 2019-2020.

## Stagione
Nella stagione 2019-2020, il Mirandés allenato da Andoni Iraola, disputa il campionato di Segunda División dopo aver vinto i play-off del campionato di Segunda División B 2018-2019. In Coppa del Re i castigliani riescono a raggiungere le semifinali, battendo squadre di categoria superiore come Celta Vigo, Siviglia e Villarreal. In semifinale il doppio confronto contro la più quotata Real Sociedad termina con un risultato complessivo di 3-1 in favore dei baschi.

## Rosa
La rosa e la numerazione sono tratte dal sito ufficiale del Mirandés.
| N. |                            | Ruolo | Calciatore              |
| -- | -------------------------- | ----- | ----------------------- |
| 1  | Spagna (bandiera)          | P     | Limones                 |
| 2  | Rep. Dominicana (bandiera) | D     | Carlos Julio Martínez   |
| 3  | Spagna (bandiera)          | D     | Gorka Kijera (capitano) |
| 4  | Spagna (bandiera)          | D     | Sergio González         |
| 5  | Spagna (bandiera)          | D     | Odei Onaindia           |
| 6  | Francia (bandiera)         | C     | Modibo Sagnan           |
| 7  | Spagna (bandiera)          | C     | Álvaro Peña             |
| 8  | Spagna (bandiera)          | C     | Galder Cerrajería       |
| 9  | Brasile (bandiera)         | A     | Matheus Aiás            |
| 10 | Spagna (bandiera)          | C     | Álvaro Rey              |
| 11 | Spagna (bandiera)          | A     | Martín Merquelanz       |
| 13 | Portogallo (bandiera)      | P     | João Costa              |
| 14 | Spagna (bandiera)          | D     | Joaquín Muñoz           |

| N. |                      | Ruolo | Calciatore                 |
| -- | -------------------- | ----- | -------------------------- |
| 15 | Martinica (bandiera) | C     | Mickaël Malsa              |
| 16 | Togo (bandiera)      | C     | Simon Gbegnon              |
| 17 | Spagna (bandiera)    | A     | Iñigo Vicente              |
| 18 | Spagna (bandiera)    | A     | Mario Barco                |
| 19 | Ghana (bandiera)     | C     | Ernest Ohemeng             |
| 20 | Venezuela (bandiera) | D     | Alexander González         |
| 21 | Uruguay (bandiera)   | D     | Cristian González          |
| 22 | Brasile (bandiera)   | A     | Marcos André               |
| 23 | Spagna (bandiera)    | A     | Jon Guridi                 |
| 25 | Spagna (bandiera)    | P     | Raúl Lizoain               |
| 26 | Spagna (bandiera)    | D     | Enric Franquesa            |
| 28 | Spagna (bandiera)    | C     | Antonio Sánchez            |
| 31 | Spagna (bandiera)    | P     | Alberto González Cespedosa |

## Risultati

### Copa del Rey
| Arbitro: | López Toca |

|                                                    |           |                                                                              |
| Al Watani 6’ Silva 20’ (rig.) Añón 68’, 71’ (rig.) | Marcatori | 7’ Matheus 18’ Vicente 53’ Sergio G. 90+2’ (rig.) Álvaro Rey 119’ Merquelanz |

| Arbitro: | Ávalos Barrera |

|                     |           |                                          |
| Moreno 36’ Viti 80’ | Marcatori | 57’ González 61’ Vicente 114’ Álvaro Rey |

| Arbitro: | Martínez Munuera |

|                                    |           |           |
| Matheus 28’ (rig.) A. Sánchez 114’ | Marcatori | 75’ Sisto |

| Arbitro: | Jaime Latre |

|                                |           |            |
| Matheus 7’, 30’ Álvaro Rey 85’ | Marcatori | 90’ Nolito |

| Arbitro: | de Burgos Bengoetxea |

|                                                      |           |                                     |
| Matheus 17’ Merquelanz 48’ Odei 58’ A. Sánchez 90+2’ | Marcatori | 32’ Ontiveros 56’ (rig.) S. Cazorla |

| Arbitro: | Gil Manzano |

|                                  |           |             |
| Oyarzabal 9’ (rig.) Ødegaard 42’ | Marcatori | 39’ Matheus |

| Arbitro: | Sánchez Martínez |

|  |           |                      |
|  | Marcatori | 41’ (rig.) Oyarzabal |